# Neu-Eichenberg
Neu-Eichenberg is een gemeente in de Duitse deelstaat Hessen, en maakt deel uit van de Werra-Meißner-Kreis.
Neu-Eichenberg telt 1.832 inwoners.

## Plaatsen in de gemeente Neu-Eichenberg
- Berge (Berge en Neuenrode)
- Eichenberg
- Hebenshausen
- Hermannrode
- Marzhausen.

Bad Sooden-Allendorf · Berkatal · Eschwege · Großalmerode · Herleshausen · Hessisch Lichtenau · Meinhard · Meißner · Neu-Eichenberg · Ringgau · Sontra · Waldkappel · Wanfried · Wehretal · Weißenborn · Witzenhausen